# Тіазолідинедіони

Функціональна група

Тіазолідинедіони (англ. Thiazolidinedione), які позначаються абревіатурою TZD, відомі також як глітазони після розробки першого препарату групи циглітазону — це клас гетероциклічних сполук, до складу яких входить п'ятичленне кільце C3NS. Ця назва застосовується для групи лікарських засобів, які застосовуються для лікування цукрового діабету ІІ типу, та застосовуються в клінічній практиці з 90-х років ХХ століття.

## Механізм дії
Механізм дії препаратів групи тіазолідинедіонів полягає в активації рецепторів, які активуються проліфератором пероксисом, групи ядерних рецепторів, які специфічно діють на γ-рецептори, які активуються проліфератором пероксисом. Ендогенними лігандами для цих рецепторів є вільні жирні кислоти та ейкозаноїди. Під час активації рецептор зв'язується з ДНК у комплексі з іншим ядерним рецептором — ретиноїдним X-рецептором, збільшуючи транскрипцію низки специфічних генів, і зменшуючи транскрипцію інших генів. Основним ефектом експресії та пригнічення специфічних генів є збільшення накопичення жирних кислот в адипоцитах, що призводить до зменшення кількості вільних жирних кислот. Унаслідок цього клітини стають більш залежними від окислення вуглеводів, а саме глюкози, щоб отримати енергію для інших процесів у клітині.

### Трансактивація рецепторів, які активуються проліфератором пероксисом

Тіазолідинедіон-ліганд-залежна трансактивація відповідає за більшість антидіабетичних ефектів.

Активований гетеродимер рецептора, які активується проліфератором пероксисом і ретиноїдного X-рецептора зв'язується з фрагментами проліфератора пероксисом цільових генів у комплексі з низкою коактиваторів, зокрема коактиватором 1 ядерного рецептора та CREB-зв'язуючим білком, що спричиняє активацію низки генів, зокрема:
- Зниження інсулінорезистентності;
- Модифікується диференціація адипоцитів[2];
- Пригнічується VEGF-індукований ангіогенез[3];
- Знижується рівень лептину (що призводить до підвищення апетиту);
- Падають рівні деяких інтерлейкінів (зокрема, IL6);
- Антипроліферативна дія;
- Підвищення рівня адипонектину.

Тіазолідинедіони також посилюють синтез певних білків, які беруть участь у метаболізмі жирів та глюкози, що знижує рівні певних типів ліпідів і циркулюючих вільних жирних кислот. Тіазолідинедіони зазвичай знижують рівень тригліцеридів і підвищують рівень холестерину ліпопротеїнів високої щільності і холестерину ліпопротеїнів низької щільності. Хоча збільшення холестерину ліпропротеїнів низької щільності може більш характериуватися появою більших частинок ліпопротеїдів низької щільності, які можуть бути менш атерогенними, клінічне значення цього наразі невідоме. Тим не менш, застосування розиглітазону, одного із препаратів цієї групи, було призупинене регуляторними органами в Європі, оскільки його застосування пов'язувалось із підвищеним ризиком серцевого нападу та інсульту.

### Трансрепресія PPARγ

Тіазолідиндіон-ліганд-залежна трансрепресія опосередковує більшість протизапальних ефектів..

Зв'язування PPARγ з коактиваторами, найімовірніше, знижує рівні коактиваторів, які зв'язуються з прозапальними факторами транскрипції, зокрема NF-κB; це спричинює зниження транскрипції низки прозапальних генів, включаючи різні інтерлейкіни та фактор некрозу пухлини.

## Представники групи

Хімічна структура тіазолідинедіону та роданіну.

Хімічно представники цієї групи є похідними вихідної сполуки тіазолідинедіону, до складу групи входять:
- Піоглітазон, Франція та Німеччина призупинили його продаж після того, як дослідження показало, що препарат може підвищити ризик раку сечового міхура.[5]
- Розиглітазон, продаж якого було обмежено в США та вилучено з ринку в Європі після публікації низки досліджень, які свідчили про підвищений ризик серцево-судинних подій при його застосуванні. Після повторної оцінки нових даних у 2013 році FDA зняло обмеження на застосування препарату.
- Лобеглітазон, схвалений для застосування в Південній Кореї.

Експериментальні, вилучені з обігу препарати та препарати, які не вийшли на ринок, включають:
- Циглітазон
- Дарглітазон
- Енглітазон
- Нетоглітазон
- Ривоглітазон
- Троглітазон, вилучений з обігу у зв'язку з підвищеною частотою медикаментозного гепатиту .
- Балаглітазон (DRF-2593) — розроблено компанією «Dr. Reddy's Laboratories», розробка припинено під час клінічних досліджень III фази у 2010—2011 роках, оскільки препарат виявився не кращим за доступні на той час аналоги.
- AS-605240.[6]

Заміна одного атома кисню в тіазолідинедіоні на атом сірки дає роданін.

## Застосування
Єдиним схваленим застосуванням тіазолідинедіонів є цукровий діабет ІІ типу. Згідно з даними Кокранівської співпраці, які базувались на 4 рандомізованих контрольованих дослідженнях у 2014 році, агоністи PPARG можуть бути ефективними для запобігання новим інсультам у тих, хто вже переніс інсульт або транзиторну ішемічну атаку, і можуть стабілізувати атеросклеротичні бляшки в сонних артеріях.

## Експериментальне застосування
Експериментальні дослідження щодо застосування тіазолідинедіонів проводяться з 2005 року при синдромі полікістозних яєчників, неалкогольному стеатогепатиті, псоріазі, аутизмі, синдромі гіперстимуляції яєчників (у зв'язку з інгібуванням VEGF у гранульозних клітинах), плоскому лишаї та інших хворобах.
Кілька форм ліподистрофії можуть спричинити інсулінорезистентність, яка добре реагує на тіазолідинедіони. Є ознаки того, що тіазолідинедіони забезпечують певний захист від початкових стадій розвитку раку молочної залози.
У 2008 році з'явилися докази того, що вітамін Е в поєднанні з тіазолідинедіонами є ефективним при лікуванні неалкогольного стеатогепатиту завдяки їх комбінованій антиоксидантній та сенситайзерній дії на інсулін, що призводить до гістологічного покращення тяжкості стеатозу.

## Побічні ефекти та протипоказання
Виведення з фармацевтичного обігу троглітазону призвела до занепокоєння щодо застосування інших препаратів групи, при прийомі яких також може підвищитись частота гепатиту та печінкової недостатності, приблизно 1 з 20 тисяч випадків при застосуванні троглітазону. У зв'язку з цим FDA рекомендує протягом 2-3 місяців у перший рік лікування препаратами групи перевіряти печінкові ферменти, щоб не пропустити появу цього рідкісного, але потенційно дуже небезпечного побічного явища. Станом на 2008 рік, при застосуванні нових тіазолідинедіонів, розиглітазону і піоглітазону явищ медикаментозного гепатиту не було.
Основним побічним ефектом усіх тіазолідиндіонів є затримка води, що призводить до набряків, які як правило, з'являються менш ніж у 5 % хворих, але для частини з них є великою проблемою, і потенційно, зі значною затримкою води, призводять до декомпенсації потенційно раніше нерозпізнаної серцевої недостатності. Тому тіазолідиндіони слід призначати з обережністю та попереджати пацієнтів про можливість затримки води або збільшення маси тіла, особливо у хворих зі зниженою функцією шлуночків (серцева недостатність III або IV ступеня за функціональною класифікацією, розробленої Нью-Йоркською Асоціацією Кардіологів (NYHA).
Хоча попередні дослідження показали, що при застосуванні розиглітазону може з'явитися підвищений ризик ішемічної хвороби серця та серцевих нападів, застосування піоглітазону, навпаки, продемонструвало значний захист від мікро- та макросудинних серцево-судинних подій і зменшення прогресування атеросклеротичних бляшок. Ці дослідження призвели до появи рекомендацій FDA у 2007—2013 роках, які завдяки широкому висвітленню в засобах масової інформації призвело до значного зниження використання розиглітазону. У листопаді 2013 року FDA повідомило про скасування обмежень на використання розиглітазону хворим з ішемічною хворобою серця. Нові рекомендації в основному ґрунтувалися на тому, що попередні метааналізи, які призвели до встановлення обмежень на застосування препаратів, не були розроблені для оцінки кардіологічних результатів і, отже, не були однаково зібрані або прийняті. Навпаки, одне з найбільших досліджень (випробування RECORD), яке було спеціально розроблено для оцінки серцевих наслідків, не виявило підвищення ризику інфаркту міокарда при застосуванні розиглітазону навіть після незалежної повторної оцінки для перегляду FDA.
Мета-аналіз 2013 року зробив висновок, що використання піоглітазону пов'язане з дещо вищим ризиком раку сечового міхура порівняно із загальною популяцією. Автори того ж аналізу рекомендували розглянути можливість застосування інших засобів, що знижують рівень цукру в крові, для людей з іншими факторами ризику раку сечового міхура, зокрема куріння сигарет, сімейним анамнезом, або вплив певних форм хімієтерапії.
Тіазолідинедіони знижують мінеральну щільність кісткової тканини та збільшують ризик переломів у жінок, імовірно, внаслідок зміщення диференціювання стромальних клітин кісткового мозку від диференціювання остеобластів до утворення адипоцитів.
Тіазолідинедіони посилюють експресію ангіотензинперетворювального ферменту 2. Існує гіпотеза, що це збільшує ймовірність серйозного зараження вірусом SARS-CoV-2, який спричинює COVID-19.